# 戸上隼輔
戸上 隼輔（とがみ しゅんすけ、2001年8月24日 - ）は、三重県津市出身の卓球選手。
井村屋グループ所属。
Tリーグは木下マイスター東京所属歴あり。
国際卓球連盟のITTF世界ランキング最高は男子ダブルス1位。

## 経歴
- 2人の兄の影響で、3歳の時から卓球を始めた。三重県にある、松生卓球道場で腕を磨いた。父は1982年にインターハイ男子ダブルスで優勝した戸上義春（大瀬博文ペア）[2]。
- 三重県の津市立修成小学校を卒業後、津市立橋南中学校から山口県の野田学園中学校へと転校し、野田学園高等学校、明治大学へと進学した[1][2]。
- Tリーグには2018-19シーズンから参戦し、T.T彩たまに所属した。2020-21シーズンから琉球アスティーダに移籍した。

## 人物
- 熱狂的なプロレスファンで、新日本プロレスの内藤哲也や棚橋弘至に憧れを抱いている。[3]また2023年全日本選手権を優勝した際に会場での優勝インタビューでアントニオ猪木の「1! 2! 3! ダーッ!」を披露した。

## 主な戦績
2013年
- 全日本卓球選手権大会カデットの部 13歳以下男子シングルス 3位

2015年
- 全日本卓球選手権大会カデットの部 14歳以下男子シングルス 準優勝

2017年
- 全国高等学校総合体育大会（インターハイ） 男子シングルス 準優勝
- ジュニアサーキットスウェーデンオープン ジュニア男子シングルス 優勝、ジュニア男子ダブルス 優勝
- ITTFチャレンジ・ベルギーオープン U21男子シングルス 優勝

2018年
- 平成29年度全日本卓球選手権大会 ジュニア男子シングルス 3位
- 全国高等学校総合体育大会（インターハイ） 男子シングルス 優勝
- ITTFチャレンジ・ベルギーオープン U21男子シングルス 優勝
- ITTFチャレンジ・ベラルーシオープン 男子シングルス 準優勝

2019年
- 平成30年度全日本卓球選手権大会 ジュニア男子シングルス 優勝
- 全国高等学校総合体育大会（インターハイ） 男子シングルス 優勝、男子ダブルス 優勝、男子団体 準優勝
- 第24回アジア卓球選手権 男子ダブルス 3位
- アジアジュニア卓球選手権 男子ダブルス 優勝
- ITTFチャレンジ・クロアチアオープン 男子ダブルス 優勝（宇田幸矢ペア）
- ITTFチャレンジプラス・ポルトガルオープン U21男子シングルス 優勝

2020年
- 全日本卓球選手権大会 男子シングルス 3位、男子ダブルス 準優勝（宮川昌大ペア）
- ITTFチャレンジプラス・ポルトガルオープン U21男子シングルス 準優勝

2021年
- アジア選手権選考会 準優勝
- WTTスターコンテンダー・ドーハ大会 混合ダブルス 優勝（早田ひなペア）
- 第25回アジア卓球選手権 男子ダブルス 優勝[1]（宇田幸矢ペア）、混合ダブルス 優勝（早田ひなペア）
- 第87回全日本学生卓球選手権大会 男子シングルス 優勝
- 第56回世界卓球選手権 男子ダブルス 3位(宇田幸矢ペア)

2022年
- 全日本卓球選手権大会 男子シングルス優勝[1]、男子ダブルス優勝（宇田幸矢ペア）
- WTTフィーダーフリーモント大会 ダブルス 優勝（宇田幸矢ペア）
- WTTフィーダーウェストチェスター大会 ダブルス 優勝（宇田幸矢ペア）
- WTTコンテンダー ノバ・ゴリツァ 男子ダブルス（篠塚大登ペア） 優勝

2023年
全日本卓球選手権大会 男子シングルス優勝

#### 2024年
全日本卓球選手権大会 男子シングルス準優勝
パリオリンピック 男子団体4位

#### 2025年
世界卓球ドーハ 男子ダブルス優勝（篠塚大登ペア）

## リーグ戦における成績
| シーズン | リーグ名       | 所属チーム         | 背番号 | シングルス（VM を含む） | シングルス（VM を含む） | シングルス（VM を含む） | ダブルス     | ダブルス | ダブルス |
| シーズン | リーグ名       | 所属チーム         | 背番号 | マッチ出場数            | 勝利数                  | 敗戦数                  | マッチ出場数 | 勝利数   | 敗戦数   |
| -------- | -------------- | ------------------ | ------ | ----------------------- | ----------------------- | ----------------------- | ------------ | -------- | -------- |
| 2018-19  | Tリーグ        | T.T彩たま          | 69     | 2                       | 1                       | 1                       | 0            | 0        | 0        |
| 2019-20  | Tリーグ        | T.T彩たま          | 69     | 2                       | 1                       | 1                       | 2            | 1        | 1        |
| 2020-21  | Tリーグ        | 琉球アスティーダ   | 69     | 13                      | 9                       | 4                       | 3            | 0        | 3        |
| 2021-22  | Tリーグ        | 琉球アスティーダ   | 69     | 8                       | 6                       | 2                       | 2            | 2        | 0        |
| 2022-23  | ブンデスリーガ | オクセンハウゼン   | ―      | 7                       | 6                       | 1                       | 0            | 0        | 0        |
| 2023-24  | Tリーグ        | 木下マイスター東京 | 69     | 10                      | 7                       | 3                       | 2            | 2        | 0        |
| 2024-25  | ブンデスリーガ | オクセンハウゼン   |        |                         |                         |                         |              |          |          |
| 総計     | 総計           | 総計               | 総計   | 42                      | 30                      | 12                      | 9            | 5        | 4        |

## テレビ番組
- 卓球ジャパン！ 2週連続SP！日本代表のホープがダブル出演！（2022年1月22日、BSテレ東）[4]
- 卓球ジャパン！ 2週連続SP！日本代表のホープがダブル出演！（2022年1月29日、BSテレ東）[5]

## スポンサー
- 井村屋グループ
- 百五銀行
- マルキュウ
- 歯科峰瑛会
- タマス